# Чечітка звичайна
Чечітка звичайна (Acanthis flammea) — співочий птах родини  в'юркових ряду горобцеподібних. Гніздиться на півночі Євразії і Північної Америки. В Україні зимуючий птах на всій території, крім Карпат.

## Зовнішній вигляд
Невеликий птах, величиною приблизно з чижа. Довжина тіла 12-15 см, крила — 6,9-8,5 см, розмах крил 19-23 см; вага 10-15 г. Самець зверху буро-сірий, варіює до світло-сірого. Тім'я червоне, шия і спина білуваті, з більш-менш широкими не різко окресленими сірувато-бурими плямами, що звужуються на нижній частині спини і на надхвісті, яке має рожевий відтінок. Кермові махові, так само, як і великі, криють крила, темно-бурі з білуватими облямівками. Горло, груди і воло білі з рожево-червоним відтінком, нижня частина грудей і черево білі. На горлі темно-бура або чорна пляма. На лобі червона пляма. Навесні, після зношування вершин пір'я, червоний колір шапочки, вола і грудей стає яскравішим, у деяких густого кармінно-червоного кольору. Самиці і молоді птахи мають тільки червону шапочку, а на інших частинах тіла червоний колір заміщений білим.

## Поширення
Гніздиться на півночі  Євразії і  Північної Америки, у  Гренландії.

## Спосіб життя

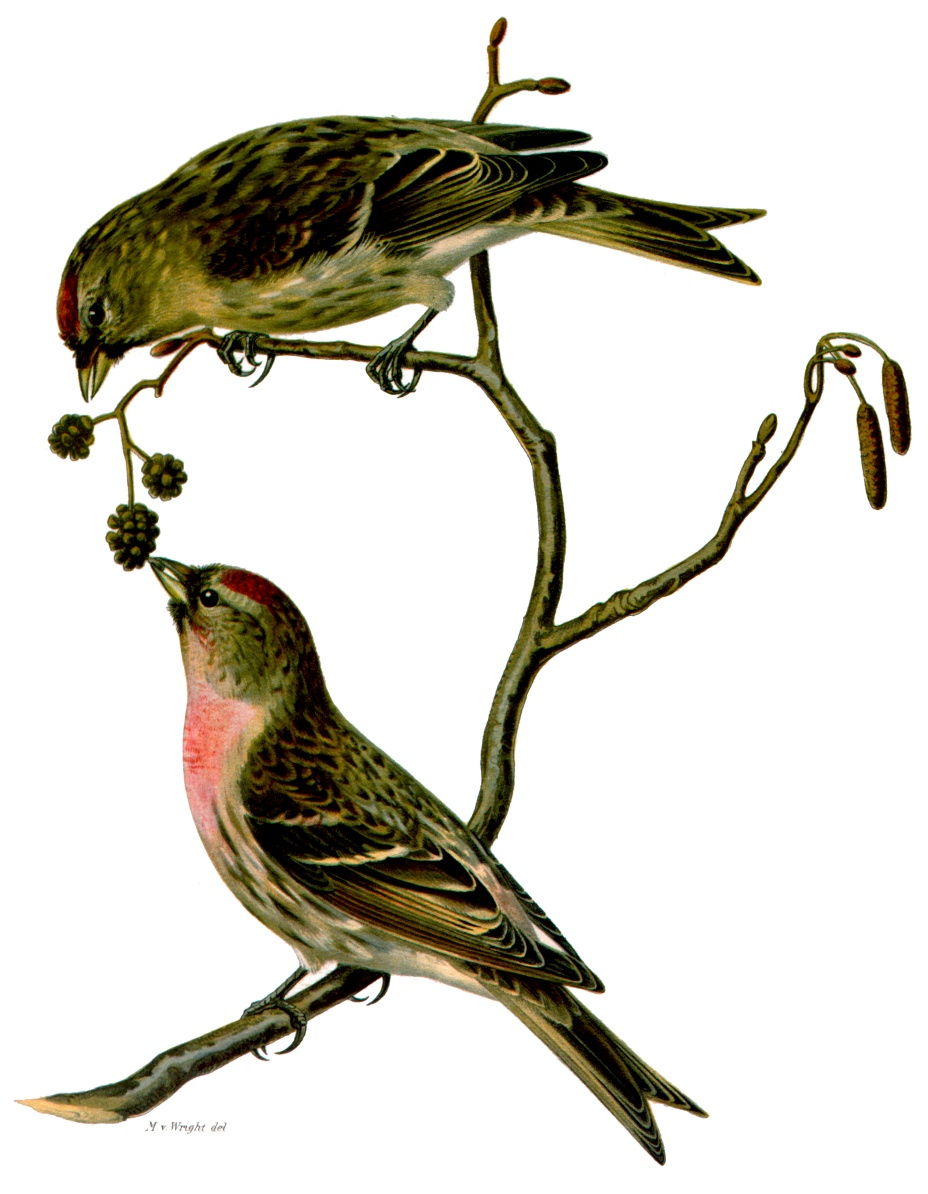
самець і самка

Чечітки звичайні населяють чагарникову  тундру, порослу сланцевим верболозом та березами;  тайгу з невеликими заболоченими галявинами і приозерні та прирічкові території. Літають зазвичай зграйками з безперервним щебетом. Голос — повторюване «че-че», «че-че-че», «чень», «чееіі», «чив», «чув». Співають мало, в основному навесні. Пісня — набір тих самих звуків і суха трель «трьрьрьрьрьрь».
На зиму відкочовують або відлітають на південь, виходячи за межі гніздової області аж до південних районів свого континенту. Основу харчування складає насіння різних деревних і чагарникових рослин, головним чином берези і меншою мірою насіння ялини, в серпні — вересні також насіння осок, злаків, брусниці і водянки; живляться також комахами, найчастіше попелицями. Живуть до 8 років.

## Розмноження
У шлюбний період пари і невеликі зграйки чечіток пурхають у повітрі, сідають на верхів'я дерев і чагарників, весь час видаючи закличні крики. Самець співає під час польоту, що має траєкторію у вигляді хвилястих ліній. До нього часто приєднуються й інші самці. Гнізда кладуть невисоко над землею, на різних деревах (береза, вільха). Досить часто гнізда розміщені в кущах серед лісу. Гніздо має вигляд м'якої товстостінної чаші. Його основна маса складається з тонких гілочок, трави, моху, лишайників, рослинного пуху, листя і хвої. У лотку переважають м'які матеріали, але в основному він вистелений пір'ям, шерстю, рослинним пухом.
У кладці 3-7 (частіше 4-5) біло-блакитних з темними плямами яєць. Висиджує самиця протягом 12-14 днів. Самець приносить їй корм у гніздо. Пташенят вигодовують обоє батьків. Основу їхнього живлення складають комахи, здебільшого дрібні, а також насіння осок, пухівок та ін. Молодь залишає гніздо через 10-14 днів. Після вильоту та догодовування пташенят частина пар береться до другого гніздування.

## Утримання в неволі
У любителів зустрічаються нечасто, незважаючи на те, що прості в утриманні. Мабуть, це пов'язано з тим, що чечітки мають просту пісню. Найкраще утримувати їх зграйкою в загальному вольєрі з чижами, щигликами та іншими дрібними в'юрковими — тоді вони являють собою цікавий об'єкт для спостереження. У садках і вольєрах іноді дають потомство, отримані також гібриди з канаркою та іншими в'юрковими. Рекомендується схрещувати самицю чечітки з самцем канарки, оскільки при зворотній комбінації (самець чечітки + канарка) пташенята гинуть ще в яйці або незабаром після вилуплення. Бажано схрещувати чечітку з червоним самцем канарки — тоді гібриди будуть мати красиве рожеве забарвлення грудей і шапочки. Спів гібридів — жвавий, але не особливо мелодійний.

## Галерея

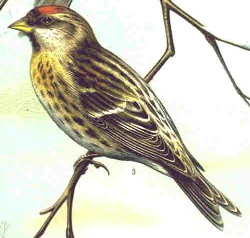
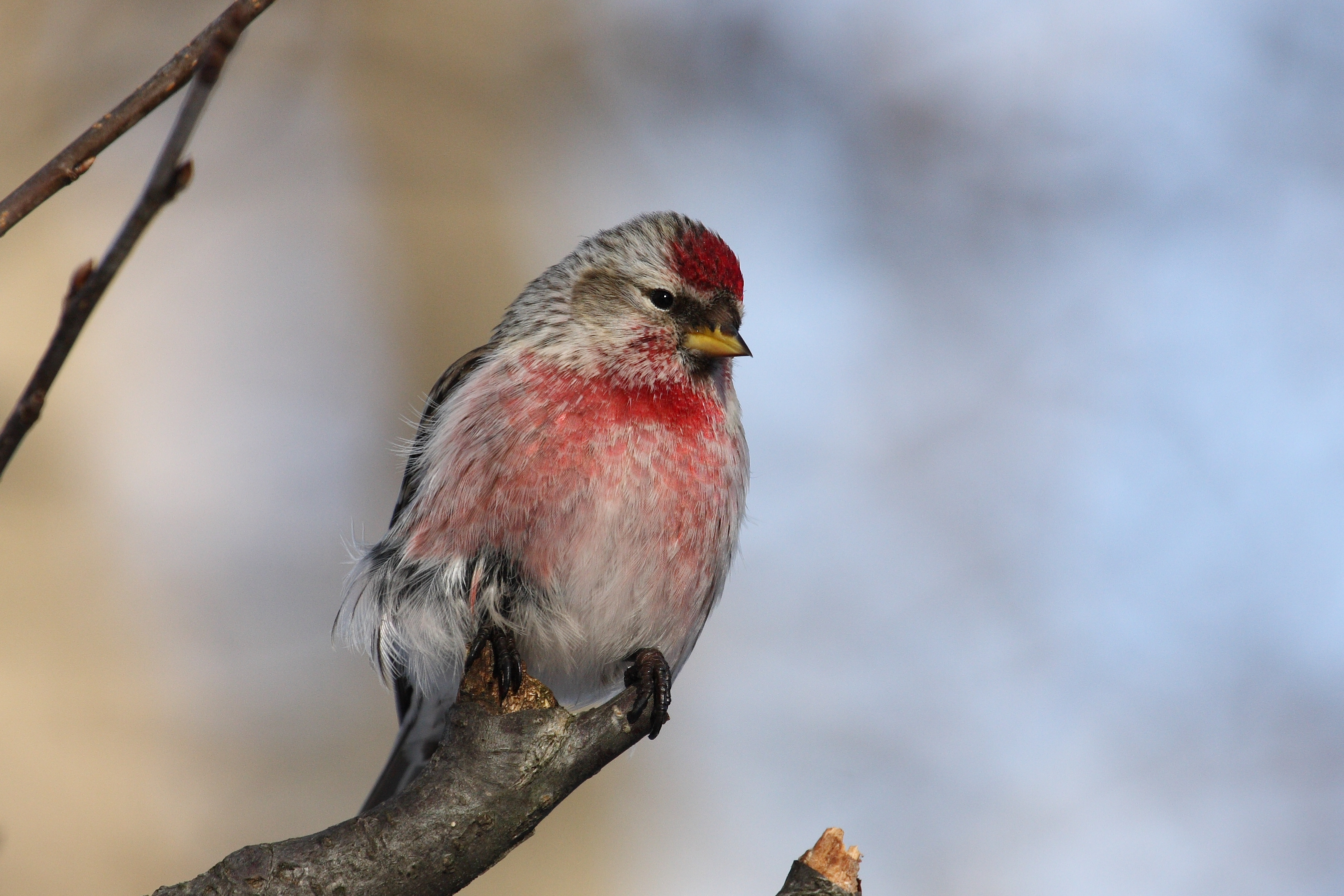
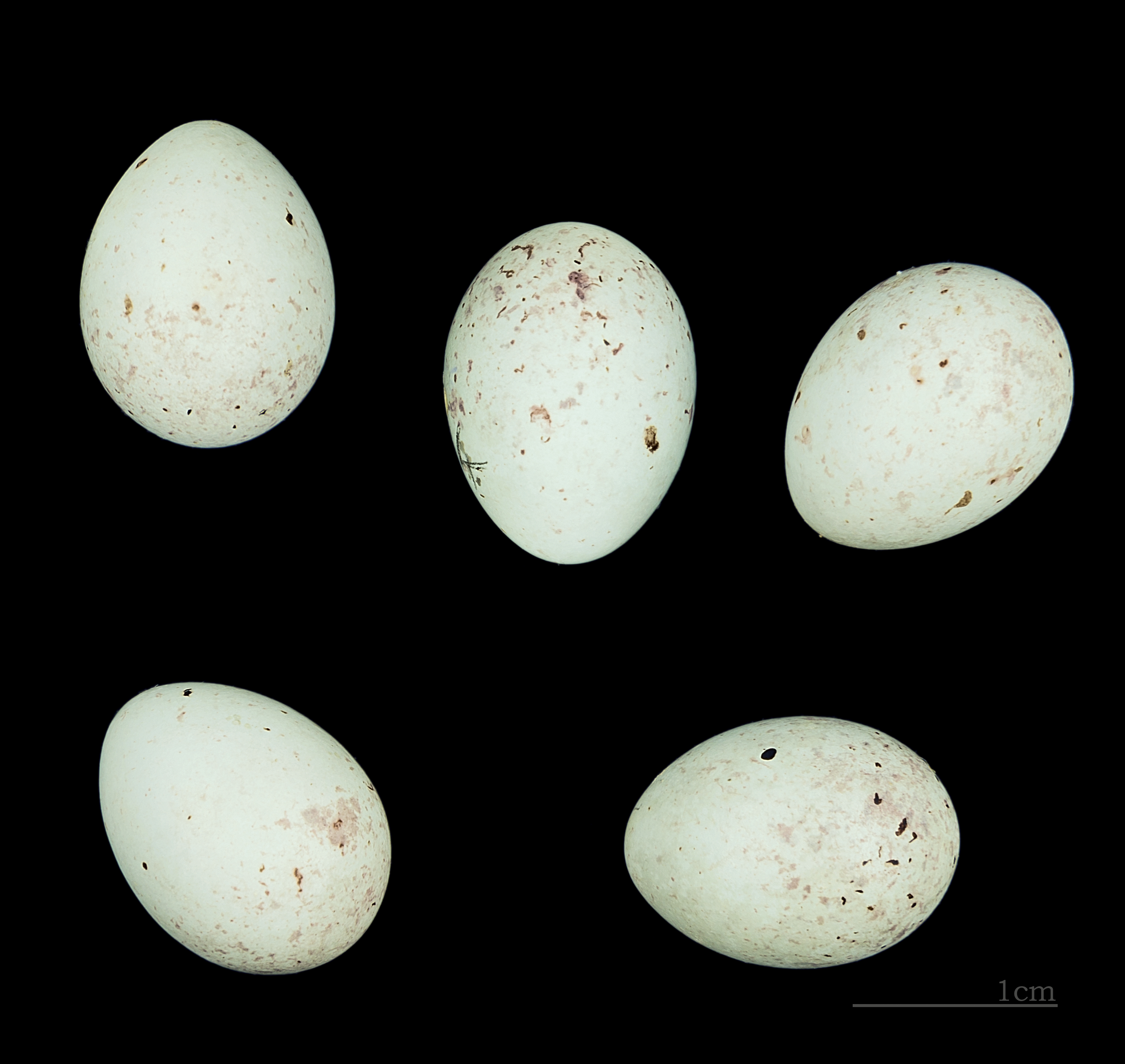
Carduelis flammea cabaret